# 1925书局
1925书局是位於中華人民共和國上海市虹口區四川北路856号的一個書店，始建于1924年，虹口分店由通和洋行設計，1925年3月开业，當時作為商务印书馆虹口分店使用。1925年至1927年，陈云在此工作，並加入中國共產黨。魯迅也曾在此買書。1952年4月，書店交由新华书店上海分店接管，該書店被改建为第四营业部。1963年更名为四川北路新华书店。2021年6月，上海新华传媒集团將四川北路新华书店更名為1925书局，並且書店經裝修後重新开业。